# Буніа
Буніа (фр. Bunia) — місто в Демократичній Республіці Конго, адміністративний центр провінції Ітурі. Населення Буніа складають 327 837 осіб (за даними 2010 рік).

## Географія
Буніа розташоване на висоті 1332 м над рівнем моря, на плато за 30 кілометрах від озера Альберт в Східно-Африканській рифтовій долині. За 20 кілометрах від міста протікає річка Ітурі. Місто є одним з пропускних пунктів на дорозі між Кісангані і Кампалою, столицею Уганда.
Спочатку Буніа розташовувався на території Іруму (фр. Irumu) в Східній провінції. Але в результаті конституційної реформи 2005 року, торкнулася адміністративного розподілу Конго, Буніа став столицею провінції Ітурі.

### Клімат
Місто знаходиться у зоні, котра характеризується вологим тропічним кліматом. Найтепліший місяць — січень із середньою температурою 22.8 °C (73 °F). Найхолодніший місяць — червень, із середньою температурою 20.6 °С (69 °F).
| Клімат Буніа            | Клімат Буніа | Клімат Буніа | Клімат Буніа | Клімат Буніа | Клімат Буніа | Клімат Буніа | Клімат Буніа | Клімат Буніа | Клімат Буніа | Клімат Буніа | Клімат Буніа | Клімат Буніа | Клімат Буніа |
| Показник                | Січ.         | Лют.         | Бер.         | Квіт.        | Трав.        | Черв.        | Лип.         | Серп.        | Вер.         | Жовт.        | Лист.        | Груд.        | Рік          |
| Абсолютний максимум, °C | 37           | 36           | 37           | 32           | 32           | 31           | 30           | 32           | 32           | 31           | 30           | 31           | 37           |
| Середній максимум, °C   | 29           | 28           | 28           | 28           | 27           | 26           | 25           | 26           | 27           | 27           | 27           | 28           | 27           |
| Середня температура, °C | 22           | 22           | 22           | 22           | 22           | 20           | 20           | 20           | 21           | 21           | 21           | 21           | 21           |
| Середній мінімум, °C    | 16           | 16           | 16           | 17           | 17           | 15           | 15           | 15           | 15           | 15           | 15           | 15           | 16           |
| Абсолютний мінімум, °C  | 12           | 12           | 12           | 13           | 13           | 12           | 12           | 11           | 12           | 12           | 12           | 12           | 11           |
| Норма опадів, мм        | 130          | 170          | 230          | 260          | 310          | 260          | 300          | 390          | 240          | 270          | 300          | 160          | 3090         |
| Вологість повітря, %    | 78           | 78           | 74           | 74           | 78           | 86           | 91           | 86           | 82           | 73           | 86           | 80           | 81           |
| ----------------------- | ------------ | ------------ | ------------ | ------------ | ------------ | ------------ | ------------ | ------------ | ------------ | ------------ | ------------ | ------------ | ------------ |
| Джерело: Weatherbase    |              |              |              |              |              |              |              |              |              |              |              |              |              |

## Особливості
Буніа знаходиться в центрі Ітурійського конфлікту між місцевими нілотами ленду (FNI — Фронт націоналістів і інтеграціоністів) і банту Хема (UPC — Союз конголезьких патріотів). Під час Другої конголезької війни в місті неодноразово траплялися військові зіткнення між ополченням і силами Уганди, у результаті чого зазначалася велика кількість жертв серед цивільного населення Буніа. У місті була відкрита місія ООН з підтримки миру в Демократичній Республіці Конго (одна з найбільших штаб-квартир на північному сході ДРК). Як основна причина конфліктів у Буніа називають наявність в області багатьох золотих копалень.